# Euxoa focinus
Euxoa focinus là một loài bướm đêm trong họ Noctuidae.